# دانشگاه دنور
دانشگاه دنور (به انگلیسی: University of Denver) یک دانشگاه تحقیقاتی خصوصی در دنور واقع در ایالت کلرادو آمریکا است که در سال ۱۸۶۴ میلادی بنیان‌نهاده شده‌است و قدیمی‌ترین دانشگاه خصوصی مستقل در منطقه کوهستان راکی ایالات متحده است. از دانش‌آموختگان آن می‌توان گرگ پاپویچ، کاندولیزا رایس و محمد جواد ظریف را نام برد.

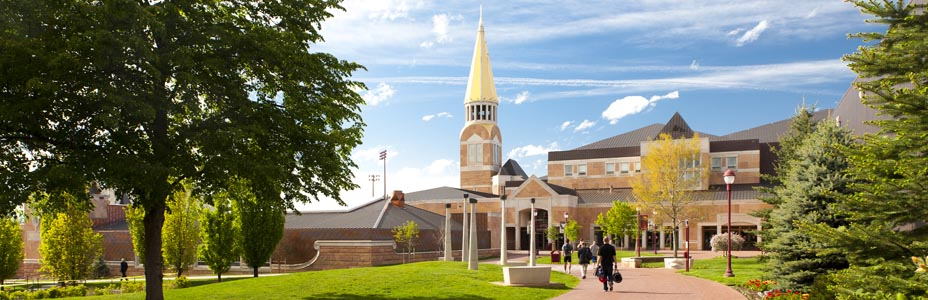
دانشگاه دنور